# Ден на храбростта и празник на Българската армия
Денят на храбростта и празник на Българската армия е официален празник в Република България – професионален празник на военнослужещите и празник на Военния орден „За храброст“, който по традиция се отбелязва всяка година на Гергьовден – 6 май.

## Георги Победоносец
От зората на християнството неговите последователи почитат Свети Великомъченик Георги Победоносец нe само като покровител на скотовъдството, но и на войската. Още от ХVII век образът на великомъченика се появява в редица европейски страни върху бойни знамена и военни отличия за проявена храброст. Първото българско знаме с изображение на светеца е принадлежало на българските доброволци, сражавали се на страната на руската армия през Кримската война и днес то се съхранява в Национален военноисторически музей в София.

## История

### Княжество и Царство България
Денят на храбростта започва да се чества от Българската армия още с нейното създаване. С указ № 1 от 1 януари 1880 г. княз Александър Батенберг учредява военния орден „За храброст“ по подобие на руския орден „Свети Георги“, с който се удостояват извършилите подвизи на бойното поле. А с указ № 5 от 9 януари същата година се постановява честването на празника. Определена е датата 23 април – денят на свети Георги Победоносец, а от 1916 г., поради преминаване от Юлианския към Григорианския календар, Българската православна църква взема решение празничният ден да се отбелязва на 6 май.
В самото начало празникът се отбелязва определено скромно. Церемонията включва панихида в гарнизоните, поздравления и обяд за кавалерите на ордена „За храброст“ и ограничени военни паради, предимно в София. Впоследствие цар Фердинанд допринася за по-голямата пищност и значение на честването.
По време на войните в периода 1912 – 1918 г. празникът се отбелязва в бойни условия. Чества се всяка година с отслужване на панихида за загиналите и молебен за живите. Прави се преглед на войсковите части от върховния главнокомандващ на Българската армия и велик магистър на ордена „За храброст“. В края тържеството приключва с кратък военен парад.
Дълго време, паралелно с Деня на храбростта, съществува и Ден на победите, т.нар. малък Гергьовден – 27 ноември, когато българската армия удържа решаваща победа в боевете при Сливница по време на Сръбско-българската война от 1885 г. Подписаният през 1919 г. обаче точно на тази дата Ньойски договор я обезсмисля като ден на тържество. През 1920-те години тези 2 празника се обединяват и се чества само Ден на храбростта и победите на 6 май.
Започват да се правят големите Гергьовденски паради, като най-впечатляващи са столицата – на тях винаги присъстват Царят, висшите офицери, кавалерите на ордена „За храброст“, военните аташета, акредитирани в България, хиляди обикновени граждани.
От 1931 г. Денят на храбростта и победите е обявен за боен празник на войската.
Особено впечатляващ е парадът, състоял се на 6 май 1937 г., когато при изключителна тържественост цар Борис III връчва новите бойни знамена на софийските полкове. Старите бойни знамена, обгорени и прокъсани от куршумите, обикалят в прощално шествие под звуците на марша „Шуми Марица“ на препълнения площад пред Двореца, за да бъдат отнесени в Пантеона на българската слава. Новите знамена се освещават от Софийския митрополит Стефан, а след това царят с позлатено чукче заковава на всяко от тях позлатен гвоздей с изображение на вензела си. Той лично връчва бойното знаме на всеки командир на полк. Тържественият парад е предвождан от кавалери на ордена „За храброст“. На този и всички следващи паради се отдава специална почит на ветераните и инвалидите от войните, като царят лично се ръкува с тях.
За първи път при честването на Гергьовския празник през 1937 г. тържеството започва от предната вечер със заря, каквато дотогава се е изпълнявала само в епизодични случаи и предимно за забавление.

### Народна република България
Установената традиция на Гергьовденските паради е отменена от Отечественофронтовската власт на 2 май 1947 г. с постановление на Министерския съвет под председателството на Георги Димитров. Самият празник е обвързан със знаковите за новия режим дати. Първоначално за ден на Българската армия е определена датата 9 септември, а след 1953 г. – 23 септември, денят на обявяване на Септемврийското въстание от 1923 г., както и 9 май – денят на Победата на Българската народна войска и Въоръжените сили на СССР срещу хитлеристка Германия през 1945 г. във Втората световна война.
Отделно с тържествени събрания са отбелязвани 6 март – Денят на началото на Дравската операция 1945 г. на Първа българска армия срещу хитлеристките войски по време на Втората световна война, определен като Ден на Драва. Денят на Българската народна армия се отбелязва тържествено със заря-проверка във Враца – Центъра на Септемврийското въстание, както и с тържествени събрания, докато 9 май – Денят на Победата се отбелязва с тържествена заря-проверка в София всяка година и тържествено събрание, а на кръгли годишнини в НРБ пристига за честванията и делегация от СССР начело с висш съветски партиен или държавен ръководител. Така остава до демократичните промени през 1989 г. През 1981 г. е проведен огромен военен парад с армия и бойна техника в Българската народна армия за ознаменуване на 1300 години от създаването на Българската държава, на който парад слово произнася министърът на народната отбрана армейски генерал Добри Джуров, стоящ на трибуната на Мавзолея на Георги Димитров в присъствието на Председателя на Държавния съвет на Народна република България Тодор Живков и всички други партийни (на БКП и БЗНС) и държавни ръководители. 3 март – денят на освобождението от османско иго се отбелязва всяка година с тържествена заря-проверка, а през 1988 г. е обявен за официален празник на народа и БНА.
Както твърди българският военен историк акад. Георги Марков: „45 години българските пълководци бяха в сянката на съветските маршали.“

### Република България
След 1990 г. Седмото велико народно събрание определя за празник на войската датата 23 август – денят на решителните боеве при Шипка от 1877 г. Две години, 1991 и 1992, българските войски честват този паметен ден като свой празник. През 1993 г. с постановление на МС № 15 от 27 януари отново е възвърната датата 6 май като Ден на храбростта и празник на Българската армия.
Съвременният празник започва в 9 часа пред паметника на Незнайния воин в София, където патриархът или друг представител на висшия клир на Българската православна църква отслужва панихида за загиналите военнослужещи, молебен за живите и празничен водосвет на бойните знамена и знамената-светини. Поднасят се венци и цветя в памет на падналите в бой войници.
Самият военен парад започва в 10 часа на площад „Княз Александър I“.
В последните години парадите се откриват от прелитащ над площада вертолет „Ми-17“ с развят на него българския национален флаг. Това е вертолет от военновъздушните сили, участващ в аварийно-спасителни операции и използващ се за помощ при наводнения, а също и за гасене на горски пожари.
Самото спускане на знамето на въже от корпуса на вертолета отнема около 20 секунди. То трябва да бъде добре опънато около две минути преди прелитането над трибуната. Хеликоптерът преминава над площада на височина 100 метра със скорост 80 км/ч. В зависимост от условията той може да бъде съпроводен от други хеликоптери и бойни самолети.
Парадът по традиция се приема от най-високопоставения офицер в гарнизона или поделението, а в столицата от върховния главнокомандващ – Президента на републиката.
До 2012 г. парадът в София е преминавал по посока от Президентството към храм-паметника „Свети Александър Невски“. Така са се придвижвали казионните манифестации по време на тоталитарния режим, за да могат с букети цветя в дясната си ръка маршируващите да поздравяват стоящите на мавзолея високопоставените партийни лица. От 2012 г. парадът обръща посоката и преминава от храм-паметника „Свети Александър Невски“ покрай Централния военен клуб към Президентството, за да може военнослужещите, съгласно традицията, да се равнят надясно към своите командващи и официалните лица, както са го правили първите български офицери и войници, козирувайки на монарха и неговите гости, застанали пред Царския дворец.
Също така от 2012 г. отпада думата „господа“ от официалните обръщения на парада: „господа офицер“, „господа гвардейци“ и т.н., като главнокомандващият се обръща само с краткото: „офицери“, „гвардейци“, „сержанти“ и т.н. Това става във връзка с все по-широкото навлизане на жени в армията и участието им във военните паради, като признание за тяхната активна армейска дейност и смело поведение при изпълнение на военните задачи.
По време на парада, при изпълнението на Националния химн се произвеждат и артилерийски салюти.
В празничния и почивен ден обикновено редица музеи приемат посетители безплатно. Ден на отворените врати обявяват като правило Националният исторически музей и Националният военно-исторически музей в София, Музеят на авиацията край Пловдив и други. Организират се и други публични мероприятия, свързани с честването на празника – фотогалерии на военна и военно-историческа тематика, специализирани изложби на исторически артефакти, раздаване на войнишка порция храна, приготвена от военно-полевата кухня в истински полеви условия и др.
Официалното честване на празника завършва в 12 часа на обяд с тържествената смяна на почетния гвардейски караул пред Президентството.